# 尼古拉·德·斯塔埃尔
尼古拉·德·斯塔埃尔（法語：Nicolas de Staël，1914年1月5日—1955年3月16日），俄羅斯裔法国抽象画家。

## 生平
德·斯塔埃尔生于圣彼得堡，於十月革命后随家人流亡波兰，8岁时成为父母双亡的孤儿。他於1932年在布鲁塞尔皇家艺术学院进修，之后造访了美国、意大利、西班牙、英国及在非洲的许多城市。他於1944年举办了首场个人展。1950年至1952年為其黄金时期，於1954年参加威尼斯双年展；於1955年在昂蒂布的画室跳楼自杀。德·斯塔埃尔与立体派的布拉克、抽象派的康定斯基均有交往，他认为抽象画无需抛弃物体自然形态，对光、色彩、空间都有很多探索。